# الجامعة الروسية لصداقة الشعوب
الجامعة الروسية لصداقة الشعوب ((بالروسية: Российский университет дружбы народов)‏, РУДН) – تعتبر من أبرز الجامعات في روسيا الاتحادية أسست الجامعة الروسية لصداقة الشعوب في يوم 5 من شهر فبراير عام 1960 تنفيذاً لقرار حكومة الاتحاد السوفيتي، وفي يوم 22 من شهر شباط عام 1961 أُطلق على الجامعة اسم باتريس لومومبا. ومُنحت الجامعة وسام الصداقة بين الشعوب في شهر فبراير (شباط) عام 1975، وتحتفل الجامعة بعيد ميلادها في يوم 5 من شهر شباط منذ إطلاق الاسم الجديد – الجامعة الروسية لصداقة الشعوب.
جامعة الصداقة هي مجمع علمي تعليمي يضم 10 كليات أساسية (الزراعة، العلوم الاجتماعية والإنسانية، الهندسة، الطب، اللغة الروسية، علوم الفيزياء الرياضية والعلوم الطبيعية، الآداب، حماية البيئة، الاقتصاد، الحقوق) و3 كليات للتدريب وزيادة المهارات، و3 كليات عامة في الجامعة،7 معاهد، و33 مركز للبحوث العلمية، وأكثر من150 مخبر علمي.
إن أهم ما يميز جامعة الصداقة هو التنوع في قوميات الطلاب حيث يوجد طلاب وطلاب دكتوراه ومتدربون من 450 قومية مختلفة من أكثر من 140 دولة.
في الصفوف الدراسية كما في وحدات السكن يطبق مبدأ التنوع القومي حيث يعيش ويدرس الطلاب من مختلف دول العالم. ويدرس في جامعة الصداقة بشكل عام حوالي 26 ألف طالب وطالبة وطلاب دكتوراه.
رئيس الجامعة – الأكاديمي في الأكاديمية الروسية للتعليم فلاديمر ميخائيلوفيتش فيليببوف، وزير التعليم العالي في روسيا الاتحادية للأعوام (1998-2004).

## تاريخ الجامعة

### إنشاء جامعة الصداقة بين الشعوب باسم باتريس لومومبا

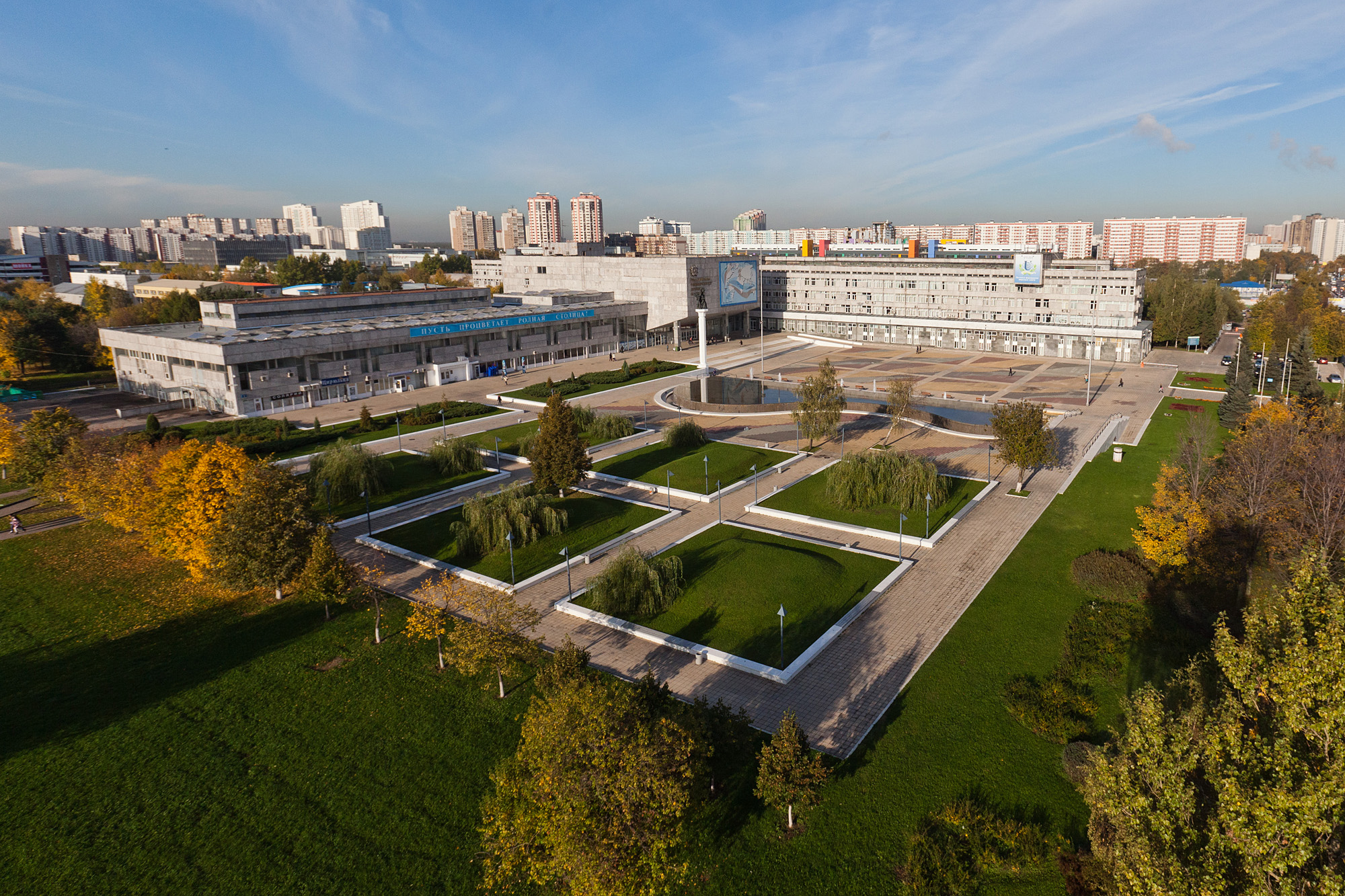
Main building of The University

قرار الاتحاد السوفيتي بإنشاء جامعة صداقة الشعوب كان لتقديم الدعم التعليمي والثقافي للدول التي حازت على استقلالها حديثاً في الأعوام 1950-1960.
المهمة الأساسية للجامعة كانت تجهيز الكوادر التعليمية لدول آسيا وأفريقيا وأمريكا اللاتينية، بالإضافة لذلك قدمت الجامعة تسهيلات لطلاب العائلات الفقيرة لتحصيل دراساتهم العليا.
قبول الطلاب كان يتم عن طريق الهيئات الاجتماعية والمنظمات الحكومية، كالتالي: عن طريق السفارة والقسم القنصلي للاتحاد السوفيتي. اللجنة السوفيتية للتضامن مع دول آسيا وإفريقيا، اتحاد الجمعيات السوفيتية لعلاقات الصداقة والثقافة مع الدول الأجنبية. وفي عام 1961 الحق بالجامعة اسم باتريس لومومبا- أول رئيس حكومة لجمهورية الكونغو الديمقراطية، أحد أهم رموز النضال الشعبي في أفريقيا.
بدأت جامعة الصداقة ممارسة نشاطها في عام 1960 في كلية التحضيري، في عام 1961 في كليات الهندسة التاريخ والآداب وفي كلية الطب، الزراعة، الفيزياء الرياضية والعلوم الطبيعية، الاقتصاد والحقوق.
أول تخرج للطلاب كان عام 1965، حيث تخرج 228 مختص من 47 دولة. في عام 1964 تم قبول الجامعة كعضو في المنظمة العالمية للجامعات، وكان بإمكانها إرسال ممثلين عنها من الطلاب للمشاركة في الندوات العالمية للشباب.
في عام 1975 حصلت الجامعة على ميدالية الصداقة لخدماتها في مجال تدريب الاختصاصين لدول آسيا وأفريقيا وأمريكا اللاتينية.

### جامعة الصداقة بين الشعوب باسم باتريس لومومبا ـ الجامعة الروسية لصداقة الشعوب

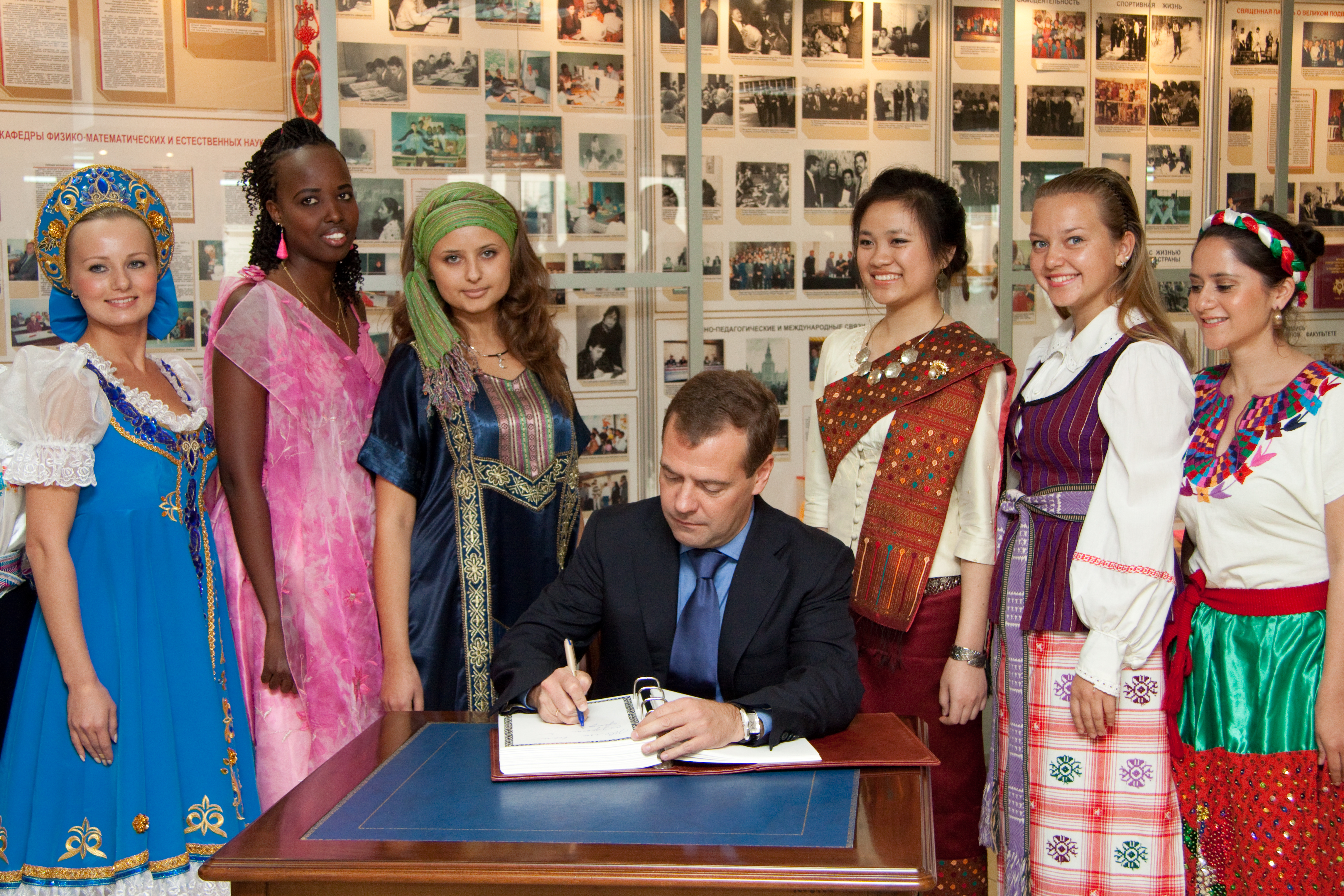
Dmitriy Medvedev visiting PFUR.2011

في الخامس من شباط فبراير بقرار من حكومة جمهورية روسيا الاتحادية تم تعديل اسم الجامعة ليصبح الجامعة الروسية لصداقة الشعوب. وتحت تصرف الحكومة الروسية.
في مطلع التسعينات من القرن العشرين تم افتتاح كليات جديدة في الجامعة (حماية البيئة، الاقتصاد، الحقوق، الآداب، العلوم الإنسانية والاجتماعية، إعادة التدريب والتأهيل لمدرسي اللغة الروسية، تدريب وتأهيل الأطباء) ومعاهد تعليمية (اللغات الأجنبية، الاقتصاد العالمي وإدارة الأعمال، التعليم الافتراضي، التعليم الفندقي والسياحة، الجاذبية وعلم الكونيات)، كما أنشئ نظام التعليم ما قبل التعليم الجامعي والتعليم الإضافي. وفي هذا الوقت انتقلت الجامعة للنظام بكالوريوس ــــ ماجيستير عيد.
في عام 2000 في جامعة الصداقة تم افتتاح قسم اليونسكو <سياسة التربية والمقارنة>.

## الطلاب العرب في الجامعة
عملت جامعة الصداقة منذ تأسيسها وحتى اليوم على هدف أساسي وهو توحيد طلابها رغم اختلاف ثقافاتهم وجنسياتهم وأعراقهم، بمعنى توحيدهم على مبادئ العلم والمعرفة والتأهيل والتدريب، وعلى أيدي اختصاصيين مؤهلين وأكفاء. تأهيلهم ليكونوا قادرين على الانخراط في مختلف مجالات النشاط الإنساني، وهم يتمتعون بروح الصداقة والعمل الوطني. بالإضافة إلى تثقيفهم بانجازات الحضارة العالمية، ومن ضمنها الحضارة الروسية، أي توحيد الطلاب الدارسين فيها بروح الصداقة المعطاءة، التي تتخذ جامعتنا منها اسم لها وهي الصداقة بين الشعوب.
إن جامعة الصداقة بين الشعوب هي جامعة دولية فريدة من نوعها. إنها فريدة في مبادئها التي تسعى إلى توحيد أسرة طلابها الدولية، التي يسودها الوفاق والوئام. وأنها فريدة في طرق تنشيطها وتعليمها لطلابها عبر إتاحة الفرصة لهم للاندماج في المجتمع الروسي واتاحة الفرصة لهم لتجربة العيش المشترك مع العديد من أبناء الثقافات والقوميات العديدة.
يدرس في جامعة الصداقة حاليا الطلاب من عشر دول، وفي مقدمتها مصر والأردنّ والعراق واليمن وفلسطين وسوريا. ولكل بلد رابطة طلاب الخاصة به. كما يعمل في الجامعة أيضا اتّحاد الطلاب العرب الذي يضم ممثلين عن الطلبة من كل الدول العربية.
من بين أهم التقاليد في جامعة الصداقة إقامة الأسبوع الثقافي للبلدان العربية. وهي فرصة هامة ليتعرف عبرها الطلاب الدارسون في الجامعة على عادات وتقاليد مختلف الدول والشعوب التي يأتي منها طلابنا. وعادة ما يضمّ برنامج المهرجانات الخاص بالإسبوع الثقافي لبلد ما إجراء الفعاليات العديدة مثل المعارض والمؤتمرات والطاولات المستديرة المكرّسة للقضية ما من القضايا. والأسبوع الثقافي العربي، يعد أحد أبرز تلك الفعاليات التي تشرح الثقافة العربية وتنقل تقاليدها إلى كافة الطلاب الأجانب والروس في الجامعة.

## خريجو الجامعة المشهورون
- مصطفى البرغوثي (من مواليد 1954).

عضو البرلمان الفلسطيني، وزير الإعلام في حكومة الوحدة الوطنية، الأمين العام للمبادرة الوطنية الفلسطينية، متخرج من كلية الطب عام 1978
- فايد مصطفى (من مواليد 1965)

سفير فوق العادة ومفوض لدولة فلسطين في روسيا الاتحادية. متخرج من كلية العلوم الإنسانية والاجتماعية عام 2001.
- سعيد محمد علي البرعمي

سفير لجامعة الدول العربية. يعمل حاليا في مقر جامعة الدول العربية في القاهرة.
- عبد الزهراء كاظم ايفاري (من مواليد 1933)

دكتور العلوم الاقتصادية، أستاذ لقسم الاقتصاد والمشاريع في جامعة الصداقة بين الشعوب، أكاديمي من أكاديمية نيويورك للعلوم، متخرج من كلية الاقتصاد والحقوق عام 1965.
- صالح مشارقة (مواليد 1971)

أستاذ إعلام في جامعة بيرزيت في فلسطين، منسق وحدة الأبحاث والسياسات في مركز تطوير الإعلام، صحفي وكاتب في صحيفة الحياة الجديدة.

## الحرم الجامعي

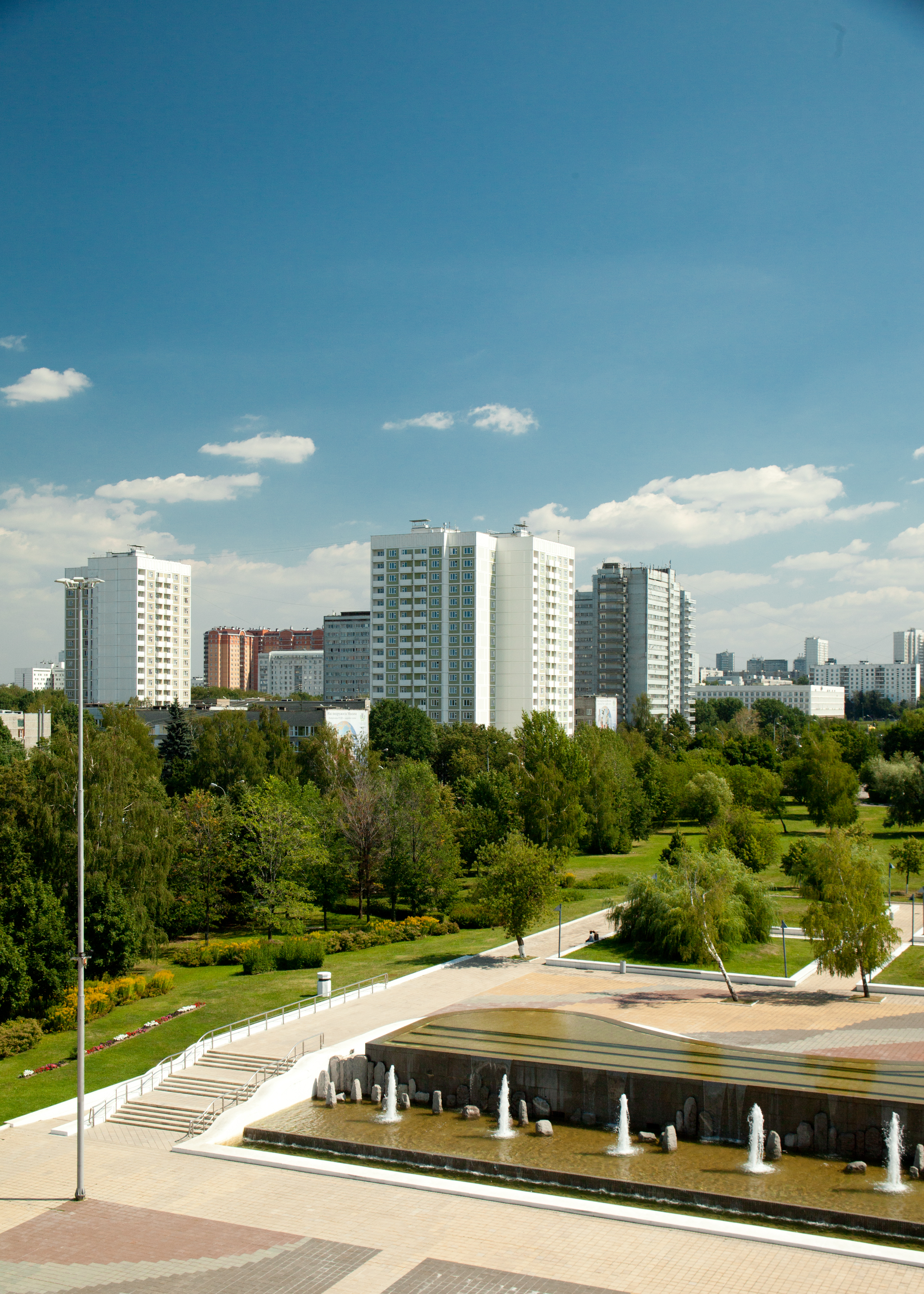
Campus

تتوضع الوحدات السكنية الطلابية في جامعة الصداقة على شارع ميكلوخو-ماكلايا. حيث يعيش أكثر من 7 آلاف طالب وطالبة.
ويوجد أيضاً في الحرم الجامعي على شارع ميكلوخو-ماكلايا:
- البناء الرئيسي (الكريست)
- بناء كلية الزراعة
- بناء كلية الطب
- بناء كلية التحضيري
- بناء كلية العلوم الإنسانية والاجتماعية
- بناء الأرشيف
- المجمع الرياضي مع 4 ملاعب كرة قدم و15 ملعب تنس
- المستوصف رقم 25 التابع للجامعة
- مركز النشاطات (انتركلوب)
- مقاهي إنترنت
- مطاعم متنوعة وتمثل قوميات ومطابخ متنوعة
- محال تجارية في كل وحدة سكنية
- قسم شرطة خاص بالجامعة.

حاز السكن الجامعي في جامعة الصداقة على جائزة أفضل سكن جامعي لعام 2011 بمسابقة (بيتنا الثاني), التي جرت بإشراف قسم سياسة الأسرة والشباب في بلدية موسكو

## المشاريع والبرامج التعليمية
في عام 2007 وضع البرنامج التعليمي لجامعة الصداقة لإنشاء البرامج المبتكرة والمعقدة وخلق بيئة الابتكار في مجال التعليم لتسهيل التنفيذ الفعال للمصالح الوطنية لروسيا الاتحادية من خلال تصدير الخدمات التعليمية ونالت دعم وزارة التعليم العالي ضمن أولوية مشروع التعليم الوطني.
في العام الدراسي 2011-2012 تسعة مشاريع لجامعة الصداقة فازت في مسابقة (أفضل برامج تعليمية مبتكرة في روسيا) منها (في الرياضيات، الرياضيات وعلوم الحوسبة، في العلوم التكنولوجية، الرياضيات التطبيقية والمعلوماتية، الفقه، العلاقات الدولية، الاقتصاد).
منذ العام 2012 وفقاً لمرسوم صادر عن رئيس روسيا الاتحادية رقم293 بتاريخ 12 آذار مارس 2012 أُتيحت للجامعة الفرصة لتطوير مشاريعها التعليمية الخاصة ورصد تنفيذها بشكل مستقل.

## البحث العلمي
نحو 500 موظف من الجامعة يعتبرون من المخترعين والمبتكرين. ولديهم حوالي 870 شهادة في حق التأليف والنشر و150 براءة اختراع في المجال العلمي للجامعة
تشارك الجامعة في تنفيذ المشاريع البحثية في مجالات البحث ذات الأولوية، بما في ذلك طلبات وحجوزات من الشركات الروسية والأجنبية
في عام 2010، منح الاتحاد الأمريكي الروسي الجامعة ميدالية ذهبية تقديراً ل3 أعمال تطوير مبتكرة.
تم تنفيذ العمل البحثي في عام 2011 في إطار البرامج الاتحادية التالية: «الكوادر العلمية والتربوية العلمية-المبتكرة في روسيا» «اللغة الروسية»، «البحث والتطوير في الاتجاهات ذات الأولوية العلمية والتكنولوجية المعقدة لروسيا في الأعوام 2007 - 2013» «تطوير الإمكانات العلمية للتعليم العالي»، وغيرها
في عام 2011، كانت الجامعة واحدة من الفائزين في دعم البرامج والتطوير الاستراتيجي في الجامعات الحكومية لتحسين فعالية مؤسسات التعليم العالي، فضلا عن المواءمة بين المحتوى وبنية التربية والتعليم لاحتياجات سوق العمل واستراتيجية التنمية الاقتصادية والاجتماعية للبلاد.

## الأنشطة الدولية
والهدف الرئيسي لجامعة الصداقة في النشاطات الدولية هو تحسين حالة الجامعة في نظام التعليم في الاتحاد الروسي، والاندماج في البحوث العالمية والتعليم بغية ضمان جودة التعليم وامتثاله للمعايير الدولية.
أولويات الأنشطة الدولية لجامعة الصداقة:
- التعاون مع الجامعات الأجنبية والمنظمات الدولية في آسيا وأفريقيا وأوروبا والولايات المتحدة

تشارك في برامج ومنتديات الأمم المتحدة واليونسكو ومجلس أوروبا، ومنظمة التعاون الاقتصادي والتنمية، ومؤسسة التدريب الأوروبية.
وهي عضو في الاتحاد الدولي للجامعات، وجامعة الرابطة الأوروبية، والرابطة الأوروبية الآسيوية للجامعات، والرابطة الأوروبية للتعليم الدولي. واحدة من مجالات التعاون ذات الأولوية في التعاون مع الجامعات من بلدان رابطة الدول المستقلة (أرمينيا، أذربيجان، كازاخستان، قيرغيزستان ومولدوفا وأوكرانيا).
لدى الجامعة اتفاقيات تعاون مع أكثر من 160 جامعة أجنبية ومراكز بحوث لمنظمات تعليمية دولية.
- تنفيذ برامج التعليم والمشاريع الدولية.
- المشروع البحثي المشترك (تنظيم المؤتمرات العلمية والندوات).
- تنفيذ تبادل المعلمين.
- توفير فرص التدريب ومنح أكثر من دبلوم للطلاب (ومن المتوقع فتح 29 برنامج لمنح أكثر من دبلوم).[22]

في عام 2011، حازت جامعة الصداقة على المركز الأول في الترتيب الوطني للجامعات بـ «الأنشطة الدولية».

## الكليات والمعاهد التعليمية
- كلية الفيزياء الرياضية والعلوم الطبيعية
- كلية الطب
- كلية الزراعة
- كلية حماية البيئة
- كلية العلوم الإنسانية والاجتماعية
- كلية الآداب
- كلية الهندسة
- كلية الحقوق
- كلية الاقتصاد
- كلية اللغة الروسية والدراسات العامة

### المعاهد
- معهد اللغات الأجنبية
- معهد التدريب الفندقي
- معهد الاقتصاد الدولي وإدارة الأعمال
- معهد البرامج الدولية
- المعهد العلمي للجاذبية وعلوم التكوين
- معهد إعادة التأهيل والتدريب

### الأقسام العامة في الجامعة
- قسم سياسة التعليم والمقارنة
- قسم التربية الرياضية
- قسم تكنولوجيا المعلومات

## الدكاترة الفخريون في الجامعة
- علي خامنئي، مرشد الدولة الإيرانية.[24]
- محمود عباس، رئيس دولة فلسطين.[25]
- فيكتور أناتوليفيتش سادوفنيتشي 1995 - أكاديمي ورئيس جامعة موسكو الحكومية باسم لومونوسوف.
- أوتتو هيرفارد (ألمانيا) 1995 - دكتور في العلوم الطبية، مدير معهد علم الأمراض في جامعة غيديلبيرغسك
- راكورو سايتو (اليابان) 1995 - رئيس رابطة عموم اليابان لأسرى الحروب
- أوليرخ كونات (ألمانيا) 1997 - دكتور في العلوم الطبية بروفيسور، طبيب جراح في جامعة بلجيكا الحرة
- بير بيكرام شاه ديف بيريندرا (نيبال) 1997 - ملك نيبال
- سيمن ويوما (ناميبيا) 1998 - رئيس جمهورية ناميبيا
- خوسيه ادوارد دوش سانتوش (أنغولا) 1998 - رئيس جمهورية انغولا
- تابو مويلفو (جنوب أفريقيا) 1998 - رئيس جنوب إفريقيا
- جورج لوشاك (فرنسا) 1998 - رئيس تحرير مجلة «Annals de la foundation Lous de Broles»
- جنكيز توريكولوفيتش ايتماتوف (قيرقيزيا) 1999 - كاتب وسفير جمهورية قيرقيزيا في فرنسا
- شيخة حسينة (بنغلاديش) 2000 - رئيس حكومة جمهورية بنغلادش الشعبية
- الحاج عمر بونغو (الغابون) 2001 - رئيس جمهورية الغابون
- أولوسيغون اباساندجو (نيجيريا) 2001 - رئيس نيجيريا
- بيوتر دوتكيفيتش (كندا) 2006- مدير المركز الروسي الأوروبي للبحوث
- فرانس هالبرغ (الولايات المتحدة) 2006 - مدير مركز مينيسوتا
- كريم كاجيمكانوفيتش ماسيموف (كازاخستان) 2007 - رئيس حكومة كازاخستان
- كويتيرو ماتسورا (اليابان) 2008 - المدير العام لمنظمة القوميات المتحدة لشؤون التعليم والثقافة
- يان سادلاك (بولونيا) 2008 - مدير المركز الأوروبي للتعليم العالي (CEPES)
- ماهيندا راجاباكشا (سريلانكا) 2010 -رئيس جمهورية سريلانكا
- بارات جاغديو (غيانا) 2010 - رئيس غيانا
- يفغيني ماكسيموفيتش بريماكوف 2011 - رئيس غرفة التجارة في روسيا.

## وصلات خارجية
- الجامعة الروسية لصداقة الشعوب (بالعربية)
- الجامعة الروسية لصداقة الشعوب (بالروسية)